# Liverpool (Texas)
Liverpool es una ciudad ubicada en el condado de Brazoria en el estado estadounidense de Texas. En el Censo de 2010 tenía una población de 482 habitantes y una densidad poblacional de 174,42 personas por km².

## Geografía
Liverpool se encuentra ubicada en las coordenadas 29°17′42″N 95°16′39″O / 29.29500, -95.27750. Según la Oficina del Censo de los Estados Unidos, Liverpool tiene una superficie total de 2.76 km², de la cual 2.76 km² corresponden a tierra firme y (0%) 0 km² es agua.

## Demografía
Según el censo de 2010, había 482 personas residiendo en Liverpool. La densidad de población era de 174,42 hab./km². De los 482 habitantes, Liverpool estaba compuesto por el 87.34% blancos, el 1.04% eran afroamericanos, el 0.41% eran amerindios, el 0% eran asiáticos, el 0% eran isleños del Pacífico, el 10.17% eran de otras razas y el 1.04% pertenecían a dos o más razas. Del total de la población el 17.43% eran hispanos o latinos de cualquier raza.